# 蘇育萱
蘇育萱（2001年2月21日— ），綽號UU，台灣女子足球員，場上司職前鋒，現效力台灣木蘭足球聯賽台中藍鯨，同時也為國立台灣體育運動大學角逐大專足球聯賽公開女一級。

## 生平
蘇育萱就讀屏東縣長治國中三年級時，便加入了台灣木蘭足球聯賽台中藍鯨。
2017年台灣木蘭足球聯賽冠軍賽第二回末段上場，為台中藍鯨創造進攻機會，令隊友李綉琴起腳射中門楣，隨後再由賴麗琴踢進該場比賽第一分，助台中藍鯨以2比0贏得該場比賽，同時也以兩回合共3比0的成績奪得該賽季冠軍。
2019年台灣木蘭足球聯賽，蘇育萱在該賽季繳出11進球、6助攻，包括第一輪第五循環射進帽子戲法、送出二助攻及製造對手的烏龍球，助台中藍鯨完成三連霸。同一年裡，她從高中畢業後，赴日本挑戰聯賽岡山湯鄉美人試訓，也進入了國立台灣體育運動大學，並為該校角逐大專足球聯賽公開女一級（UFA）。翌年2月，蘇育萱在UFA賽季中途加盟岡山湯鄉美人，為此他錯過了UFA冠軍賽，最終台體大以1比0奪冠，她也獲得108學年度UFA金靴獎。
效力岡山湯鄉美人一賽季後，蘇育萱自覺自身的不足，返臺繼續學業，一方面助台體大連續兩年與台師大在UFA決賽會師，並獲得109學年度UFA亞軍及110學年度UFA冠軍，以及個人以五顆進球獲選110學年度UFA金靴獎，另一方面也助台中藍鯨贏得2021年台灣木蘭足球聯賽冠軍。

## 國際賽
| 日期           | 場地                         | 對手 | 比分 | 進球 | 賽事                         |
| -------------- | ---------------------------- | ---- | ---- | ---- | ---------------------------- |
| 2021年10月18日 | 巴林伊薩城哈里發體育城體育場 |      | 4–0  | 1    | 2022年亞足聯女子亞洲盃外圍賽 |
| 2022年2月4日   | 印度新孟買DY帕蒂爾體育場     | 泰國 | 3–0  | 2    | 2022年亞足聯女子亞洲盃       |
| 2022年2月6日   | 印度新孟買DY帕蒂爾體育場     | 越南 | 1–2  | 1    | 2022年亞足聯女子亞洲盃       |